# Leipziger Hornquartett
Das Leipziger Hornquartett ist eines der ältesten zurzeit existierenden Blechbläser-Ensembles der Welt. Es wurde 1951 in Leipzig gegründet und besteht aus Mitgliedern des MDR-Sinfonieorchesters.
Seit 1996 spielen Max Hilpert, Tino Bölk, Johannes Winkler und Michael Gühne in dieser Zusammensetzung. Sie organisieren ihre Konzerte in der gesamten Bundesrepublik und darüber hinaus, takten ihre Ensembleproben in ihren MDR-Dienstplan ein und nehmen immer wieder CDs auf.

## Preise
- Kunstpreis der Stadt Leipzig (1983)

## Diskographie (Auswahl)
- 2001: Leipziger Hornquartett (Capriccio)
- 2001: Kammermusik für vier Hörner (Delta Music)
- 2003: Am fernen Horizonte (Delta Music)
- 2008: Leipziger Schlagzeugensemble (Querstand)
- 2009: A Portrait (Claves Records)
- 2015: Romantische Hornquartette (Querstand)